# Andreja Leški
Andreja Leški (Capodistria, 8 gennaio 1997) è una judoka slovena.

## Carriera
Debutta a livello internazionale nel 2017, nell'aprile 2021 vince la medaglia di bronzo agli Europei di Lisbona sconfiggendo la polacca Agata Ozdoba-Błach nella finalina. Due mesi dopo ottiene la sua prima medaglia mondiale a Budapest dove viene battuta solo dalla francese campionessa olimpica Clarisse Agbegnenou.
Nel maggio 2023, ai mondiali di Doha, viene nuovamente sconfitta da Agbegnenou nella finale per l'oro, ma a novembre si laurea campionessa europea a Montpellier avendo la meglio, in finale, dell'israeliana Gili Sharir.
Nel 2024 viene sconfitta da Renata Zachová nella semifinale degli Europei di Zagabria, ma ai Giochi olimpici di Parigi 2024 si laurea campionessa olimpica battendo ai quarti il bronzo di Tokyo 2021 Catherine Beauchemin-Pinard, in semifinale la campionessa olimpica uscente Agbegnenou ed in finale la messicana Prisca Awiti Alcaraz.

## Palmarès
- Giochi olimpici

Parigi 2024: oro negli 63 kg.
- Mondiali

Budapest2021: argento nei 63 kg.
Doha 2023: argento nei 63 kg.
- Europei

Lisbona 2021: bronzo nei 63 kg.
Montpellier 2023: oro nei 63 kg.
Zagabria 2024: bronzo nei 63 kg.